# 김신 (고려 중기)
김신은 1135년 묘청(妙淸)·조광(趙匡) 등이 칭제건원(稱帝建元)을 하고 서경(西京)을 본거지로 난을 일으켰을 때, 묘청일파의 승선(承宣)이 되어 서북면병마사 이중병(李仲幷)과 각 성을 지키던 신하들을 서경에 있는 염고(鹽庫)에 잡아가두는 일을 하였다. 그러나 이듬해 김부식(金富軾)을 도원수로 한 토벌군에 의하여 난이 평정되자 사형에 처하여졌다.